# Trofeo Elola
El Trofeo Elola era una carrera ciclista profesional española que se disputaba entre Madrid y Jarama, en la Comunidad de Madrid.
La prueba constaba de una sola etapa. Ilustres como Vicente López Carril o Jesús Manzaneque pusieron su nombre en el historial de la prueba. 
Se celebró desde 1966 hasta 1980, ininterrumpidamente. El ciclista que más veces se ha impuesto es Domingo Perurena, con tres victorias.

## Palmarés
| Año  | Ganador                     | Segundo               | Tercero                     |
| ---- | --------------------------- | --------------------- | --------------------------- |
| 1966 | Ramón Mendiburu             | Manuel Martín Piñera  | Domingo Perurena            |
| 1967 | Ramón Sáez                  | Fulgencio Sánchez     | Antonio Gómez del Moral     |
| 1968 | José Antonio Momeñe         | José María Errandonea | Carlos Echeverría           |
| 1969 | Jesús Manzaneque            | José Gómez Lucas      | José Enrique Cifuentes      |
| 1970 | Domingo Perurena            | Agustín Tamames       | José Manuel López Rodríguez |
| 1971 | Vicente López Carril        | Andrés Oliva          | Domingo Perurena            |
| 1972 | José Manuel López Rodríguez | Francisco Galdós      | José Pesarrodona            |
| 1973 | Domingo Perurena            | Agustín Tamames       | José Luis Viejo             |
| 1974 | Jesús Manzaneque            | Antonio Martos        | Antonio Vallori             |
| 1975 | Manuel Antonio García       | Tomás Nistal          | Jesús Manzaneque            |
| 1976 | Domingo Perurena            | Javier Elorriaga      | Eddy Peelman                |
| 1977 | Jesús Suárez                | Antonio Menéndez      | José Luis San José          |
| 1978 | José Luis Viejo             | Eulalio García        | Jesús Suárez                |
| 1979 | Francisco Javier Cedena     | Jordi Fortià          | Ángel López del Álamo       |
| 1980 | Jordi Fortià                |                       |                             |

## Palmarés por países
| País   | Victorias |
| ------ | --------- |
| España | 15        |